# エットーレ・スコラ
エットーレ・スコラ（Ettore Scola、1931年5月10日 - 2016年1月19日）は、イタリアの映画監督・脚本家。

## 来歴
1950年代前半、20歳で脚本家としてデビュー、40本以上もの脚本を量産。1964年、『もしお許し願えれば女について話しましょう』で映画監督としてデビューした。
1976年の『醜い奴、汚い奴、悪い奴』で第29回カンヌ国際映画祭監督賞を受賞、1980年の『テラス』で第33回カンヌ国際映画祭脚本賞を受賞、1984年の『ル・バル』で第34回ベルリン国際映画祭銀熊賞 (監督賞)を受賞した。
2012年4月、トリノ・レージョ劇場の依頼で、モーツァルトの歌劇《コジ・ファン・トゥッテ》を手掛け、オペラ演出家デビュー。2014年夏のプッチーニ音楽祭で《ラ・ボエーム》を演出し、ジェノヴァ・カルロ･フェリーチェ劇場の2015年-2016年シーズン・オープニング作品として再演。
この公演終了間もない、2016年1月19日、ローマ市内の病院で死去。84歳没。
2016年夏にはプッチーニ音楽祭で《ラ・ボエーム》(アンジェラ・ゲオルギュー、ラモン・バルガス共演)が再演されると共に、2017年2月にはジェノヴァで《コジ》が上演されるなど、追悼上演が決まっている。

## フィルモグラフィー

### 脚本作品
- Canzoni di mezzo secolo（半世紀の歌）　監督ドメニコ・パオレラ　※脚本家デビュー作
- 三月生まれ　（1958）　監督アントニオ・ピエトランジェリ、主演ジャクリーヌ・ササール
- 追い越し野郎　（1962年）　監督ディーノ・リージ
- アデュアと仲間たち　（1960）　監督アントニオ・ピエトランジェリ
- 気ままな情事　（1964）　監督アントニオ・ピエトランジェリ

### 監督作品
- もしお許し願えれば女について話しましょう Se permettete parliamo di donne（1964)
- ジェラシー Dramma della gelosia - tutti i particolari in cronaca (1970)
- あんなに愛しあったのに C'eravamo tanto amati (1974)
- 醜い奴、汚い奴、悪い奴 Brutti, sporchi e cattivi (1976) イタリア文化会館にて無字幕上映
- 特別な一日 Una giornata particolare (1977)
- I nuovi mostri (1977／オムニバス・挿話監督)
- テラス La terrazza (1980) イタリア文化会館にて無字幕上映
- パッション・ダモーレ Passione d'amore (1981)
- ヴァレンヌの夜 La Nuit de Varennes (1982) フランス革命200周年記念映画祭で上映
- ル・バル Le Bal (1984)
- マカロニ Maccheroni (1985)
- ラ・ファミリア La famiglia (1987)
- スプレンドール Splendor' (1989)
- BARに灯ともる頃 Che ora è? (1989)
- 星降る夜のリストランテ La cena (1998)
- ローマの人々 Gente di Roma（2003）イタリア映画祭上映
- フェデリコという不思議な存在 Che strano chiamarsi Federico (2013) イタリア映画祭上映